# فول متال پانیک!
فول متال پانیک! (ژاپنی: フルメタル・パニック! هپبورن: Furumetaru Panikku!) یک سری لایت ناول ژاپنی است که توسط شوجی گاتو نوشته شده و شیکی دوجو آن را مصورسازی کرده‌است. داستان دربارهٔ سوسوکه ساگارا، پسری ۱۷ ساله که برای سازمانی مخفی به نام میثریل کار می‌کند، و مأموریت یافته تا از یک دختر دبیرستانی ژاپنی به نام کانامه چیدوری که جدیدترین کاندید است، محافظت کند. برای انجام این مأموریت، سوسوکه مجبور بود با دشمنانی از زمان گذشته و در عین حال با سارقی سرسخت، دست و پنجه نرم کند.
این سری رمان تبدیل به مجموعه‌های مختلفی در رسانه‌ها شده‌است که شامل سه مجموعه تلویزیونی انیمه، پنج سری مانگا مختلف و یک اووی‌ای که در سال ۲۰۰۶ منتشر شده‌است.

## داستان
شخصیت اصلی داستان سوسوکه ساگارا، یکی از اعضا سازمانی مخفی به نام میثریل است، که مأموریت جدید او محافظت از دختری دبیرستانی به نام کانامه چیدوری است. او یکی از محبوبترین دختران دبیرستانش بود. اما این محبوبیت روبه رشد کانامه در خارج از دانشگاه بود که او باید نگران آن می‌شد. توانایی او در کشف تکنولوژی توجه سازمان‌های تروریستی را به او جلب کرد و آن‌ها باور داشتند او دارای قابلیت‌های نادری است و نقشه‌ای برای ربودن او کشیدند. در نتیجه، سوسوکه به ژاپن نقل مکان کرد و برای تحصیل به دبیرستان چیدوری رفت تا از او محافظت کند. کانامه به سرعت از کوره درمی‌رفت به خصوص از دست رفتارهای سوسوکه.